# クラスリン
クラスリン (clathrin) は細胞外マトリクスの分子がエンドサイトーシスにより取り込まれる際に形成される、エンドソーム外側を形作る骨格となるタンパク質である。クラスリン分子は三脚巴構造 (triskelion) を取り、エンドソーム形成時は、複数のクラスリンが重合して格子を作り、サッカーボールの様な構造を形作る。
細胞分裂中期においては、有糸分裂紡錘体の動原体繊維（正確には微小管もしくは微小管結合タンパク質）と結合し、動原体繊維の配向を制御している。さらに、p53タンパク質と結合し、p53の転写活性化能を制御すると報告されている。

## 構造
クラスリン分子は三つの足を持ち、三脚巴構造を取っている。それぞれの足はクラスリン重鎖とクラスリン軽鎖からなる。クラスリン重鎖は1675アミノ酸残基よりなり、分子量は約191kDaである。クラスリン軽鎖の分子量は約25-29kDaである。
クラスリン重鎖は、ヘリックス-ループ-ヘリックス構造をとり、C末端側から、Trimerizationドメイン、proximal（近位）ドメイン、kneeドメイン、distal（遠位）ドメイン、ankleドメイン、およびterminal（終末）ドメインの6つのドメインよりなる。Trimerizationドメインは三脚巴構造の中心で、C末端側100残基程度で3つの足を相互につなぎ止めている。Terminalドメインはβ-プロペラ構造を取っており、被覆形成時には骨格の形成には関与せず、被覆の内側に配向している。
クラスリン軽鎖の生理的役割の詳細は明らかとはされていない。